# Henry Jamison Handy
Henry Jamison "Jam" Handy (Filadèlfia, Pennsilvània, 6 de març de 1886 – Detroit, Michigan, 13 de novembre de 1983) va ser un nedador estatunidenc que va competir a primers del segle xx. Posteriorment destacà en el camp de les comunicacions audiovisuals i la producció de nombroses pel·lícules d'entreteniment.

## Esportista
Com a nedador, Handy va introduir algunes noves tècniques de natació als Estats Units, com el crol australià. El 1904 va prendre part en els Jocs Olímpics de Saint Louis, on va guanyar la medalla de bronze en la prova dels 440 iardes braça rere els alemanys Georg Zacharias i Walter Brack. En les 880 iardes lliures acabà en cinquena posició. Vint anys més tard, fou inscrit als Jocs de París per disputar la competició de waterpolo com a membre de l'Illinois Athletic Club, però no arribà a disputar cap partit. L'equip guanyà la medalla de bronze.

## Formació i primeres feines
Handy estudià a la Universitat de Michigan entre el 1902 i 1903. Allà va fer de corresponsal del campus pel Chicago Tribune fins que fou suspés per un any per publicar un article crític sobre un professor. Arran d'aquesta sanció canvià d'universitat i fou admés a la Universitat de Pennsilvània, però la seva estada allà fou de tan sols dues setmanes, ja que Handy passa a treballar al departament publicitari del Chicago Tribune, on aprèn el procés de formació d'un anunci eficaç que permeti vendre el producte i generi nous productes relacionats. Handy començà a investigar allò que faria que el públic comprés una cosa determinada.
En deixar el Chicago Tribune passa a treballar en comunicacions corporatives. Treballà amb John H. Patterson, del "National Cash Register". Amb l'ajuda d'un altre soci Handy començà a realitzar i distribuir pel·lícules que mostren als consumidors de classe mitjana-alta com s'elaboren determinats productes. En començar la Primera Guerra Mundial Handy començà a realitzar curts sobre el funcionament de l'equipament militar i és quan funda la "Jam Handy Organization" (JHO).

## Cinema

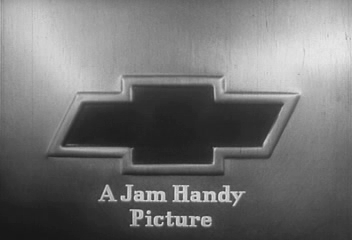
Final de les pel·lícules per a Chevrolet a finals de la dècada de 1930, produït per la Jam Handy Organization.

La Jam Handy Organization fou més coneguda per la primera versió animada de l'aleshores nova història nadalenca de Rudolph the Red-Nosed Reindeer, dirigida per Max Fleischer. En finalitzar la guerra la Jam Handy Organization fou contractada per la sucursal de Chicago-Detroit de Bray Productions. La General Motors contractà l'empresa de Handy per fer curts d'entreteniment i altres materials promocionals.
Handy també va produir pel·lícules per a altres companyies i escoles. Ell mateix estimà que havia produït al voltant de 7.000 pel·lícules pels diferents cossos de l'Exèrcit durant la Segona Guerra Mundial.